# Кязимов, Октай Мамед оглы
Окта́й Маме́д оглы́ Кязи́мов (Кязыми) (азерб. Oqtay Məmməd oğlu Kazımov; 27 декабря 1932, Астара — 9 августа 2010, Баку) — советский и азербайджанский композитор, народный артист Азербайджана (2006).

## Биография
Родился 27 декабря 1932 года в городе Астара. Кязимов окончил музыкальную школу им. Асафа Зейналова. Во время обучения сочинил свою первую песню «Bəxtəvər uşaqlar». Октай Кязимов в 1957 году окончил консерваторию им. Узеира Гаджибекова, композиторский факультет. С 1966 по 1967 преподаватель в Сумгаитском музыкальном техникуме. Позже работал в качестве композитора в Азербайджанской государственной филармонии. Песни Октая Кязимова, такие как "Жизнь, как ты прекрасна" прославились. Произведения композитора исполнялись — Рашидом Бейбутовым, Зейнаб Ханларовой, Октаем Агаевым и другими. Создал первую в Азербайджане рок-оперу. Многие произведения композитора до сих пор не опубликованы.
Умер 9 августа 2010 года.
Заслуженный деятель искусств Азербайджана (1992), народный артист Азербайджана (2006).
В 2002 году удостоен Персональной стипендии Президента Азербайджанской Республики.